# Condorcet (månekrater)
Condorcet er et nedslagskrater på Månen. Det befinder sig på den østlige del af Månens forside og er opkaldt efter den franske matematiker Marquis de Condorcet (1743 – 1794).
Navnet blev officielt tildelt af den Internationale Astronomiske Union (IAU) i 1935.

## Omgivelser
Condorcetkrateret ligger sydøst for Mare Crisium. Nordøst for Condorcet ligger Hansen- og Alhazenkraterne.

## Karakteristika
Condorcets ydre rand er eroderet og har en lavning langs den nordlige væg, og satellitkrateret "Condorcet Y" ligger over den nordvestlige rand.. Kraterbunden er dækket af et nyere lag, som har resulteret i, at den er jævn og næsten uden særlige træk, og der er kun få småkratere i overfladen. Bunden har et stort mørkt område i den vestlige halvdel, mens resten har nogenlunde samme albedo som det omgivende terræn.

## Satellitkratere
De kratere, som kaldes satellitter, er små kratere beliggende i eller nær hovedkrateret. Deres dannelse er sædvanligvis sket uafhængigt af dette, men de får samme navn som hovedkrateret med tilføjelse af et stort bogstav. På kort over Månen er det en konvention at identificere dem ved at placere dette bogstav på den side af satellitkraterets midte, som ligger nærmest hovedkrateret. Condorcetkrateret har følgende satellitkratere:
| Condorcet | Længde  | Bredde  | Diameter |
| --------- | ------- | ------- | -------- |
| A         | 11,5° N | 67,3° Ø | 14 km    |
| D         | 9,8° N  | 68,5° Ø | 22 km    |
| E         | 11,3° N | 68,1° Ø | 6 km     |
| F         | 8,2° N  | 73,1° Ø | 37 km    |
| G         | 10,7° N | 68,0° Ø | 7 km     |
| H         | 12,4° N | 65,0° Ø | 23 km    |
| J         | 13,1° N | 65,0° Ø | 16 km    |
| L         | 10,1° N | 73,7° Ø | 12 km    |
| M         | 9,0° N  | 73,1° Ø | 9 km     |
| N         | 9,0° N  | 72,9° Ø | 4 km     |
| P         | 8,7° N  | 70,4° Ø | 46 km    |
| Q         | 11,4° N | 73,3° Ø | 31 km    |
| R         | 11,7° N | 74,8° Ø | 15 km    |
| S         | 10,6° N | 75,6° Ø | 9 km     |
| T         | 11,8° N | 65,8° Ø | 15 km    |
| TA        | 12,2° N | 65,7° Ø | 14 km    |
| U         | 10,0° N | 75,4° Ø | 9 km     |
| W         | 13,9° N | 66,9° Ø | 33 km    |
| X         | 10,1° N | 69,9° Ø | 8 km     |
| Y         | 12,8° N | 68,9° Ø | 13 km    |

Det følgende krater har fået nyt navn af IAU:
- Condorcet K — Se Wildtkrateret.

## Måneatlas
- Billeder af Condorcetkrateret i LPI-måneatlasset